# 香港如水法案
《香港如水法案》是個在2019年10月提出的美國立法草案。該法案要求根據全球馬格尼茨基人權問責法對在反對逃犯條例修訂草案運動期間參與鎮壓示威者的香港和中國大陸官員以及國有企業實施制裁和凍結資產。該法案由參議員乔希·霍利提案並由參議員里克·斯科特和約翰·康寧擔任共同發起人。法案名稱原自於李小龍的人生哲學「Be water」(似水無形)，也是香港示威期間示威者的口號。在2019年12月香港示威者在美國領事館前集會支持法案。

## 外部連結
- 香港如水法案全文 （页面存档备份，存于）